# أيدان أبوداكا
أيدان أبوداكا (بالإنجليزية: Aidan Apodaca)‏ هو لاعب كرة قدم أمريكي في مركز الهجوم، ولد في 24 مايو 1996 في آبلاند في الولايات المتحدة. لعب مع نادي رينو 1868.

## وصلات خارجية
- أيدان أبوداكا على موقع الدوري الأمريكي (الإنجليزية)
- أيدان أبوداكا على موقع قاعدة بيانات كرة القدم.إي يو (الإنجليزية)